# Henry Grey, 3:e earl Grey

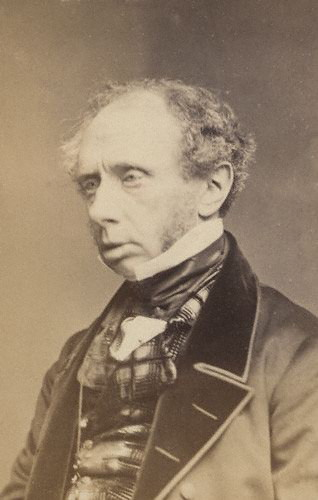
Henry Grey, 3:e earl Grey.

Henry George Grey, 3:e earl Grey, född den 28 december 1802, död den 9 oktober 1894, var en brittisk statsman, son till Charles Grey, 2:e earl Grey.
Grey bar åren 1807–1845 titeln viscount Howick och invaldes i underhuset 1826, vilket han sedan tillhörde, till dess han 1845 ärvde faderns earltitel och plats i överhuset. 
Grey satt 1830–1833 som understatssekreterare för kolonierna i sin fars ministär och visade sig därunder starkt påverkad av Wakefields koloniseringsidéer, vilka han tillämpade i flera australiska kolonier. Immigrationsfonder upprättades och jordupplåtelserna till enskilda kolonister inskränktes. Han avgick 1833, missnöjd med att slaveriet ej omedelbart avskaffades i Västindien, men återinträdde i januari 1834 som understatssekreterare i inrikesministeriet (till juni).
Grey var därefter 1835–1839 krigsminister i Melbournes ministär, där han energiskt, men länge fruktlöst motarbetade lord Glenelgs kolonialpolitik i Sydafrika och Kanada. Från 1845 var Grey whigpartiets ledare i överhuset. 
1846–1852 var han kolonialminister i lord John Russells ministär. Som sådan visade han sig mycket doktrinär, utarbetade till exempel för Nya Zeeland en omöjlig författning, som guvernören sir George Grey vägrade att tillämpa. Grey förde en till sina följder olycklig politik i Sydafrika, karakteriserad av hans yttrande, att England där borde nöja sig med Kapstaden och örlogshamnen Simon's Town. Han hade särskilt förkärlek för att ge kolonierna folkrepresentation utan ansvarig ministerstyrelse. Han sökte i möjligast största mån minska moderlandets ansvar och utgifter för dem utan tillbörlig hänsyn till deras framtidsmöjligheter. Sin kolonialpolitik skildrade Grey i den självpanegyriska skriften The Colonial Policy of Lord John Russell's Administration (2 band, 1853). 
Efter kabinettet Russells fall 1852 tillhörde Grey ej vidare någon ministär, men deltog som oberoende kritiker i det parlamentariska livet ända till sin död. Bland annat bekämpade han häftigt Krimkriget 1854 och Gladstones home rule-förslag 1885.
Han erhöll Strumpebandsorden för sina insatser 1863.